# Хайдаров, Нодир Кадирович
Хайдаров Нодир Кадирович (узб. Xaydarov Nodir Kadirovich; род. в 1987 году, Бухара, Узбекская ССР, СССР) — с 2020 года ректор Ташкентского государственного стоматологического института, государственный деятель с 2019 года депутат городского Кенгаша народных депутатов города Ташкент. Доктор медицинских наук. Профессор. Автор многих научных статей, учебных пособий и монографий.

## Биография
Хайдаров Нодир Кадирович родился в 1987 году в городе Бухара.
С 2003 по 2010 год учился в Бухарском государственном медицинском институте.
2010 −2012 г. являлся клиническим ординатором в Ташкентском институте усовершенствования врачей.
Начал трудовую деятельность в 2013 году в 3 — клинике Ташкентской медицинской академии где работал в должности — врач невропатолог в отделении «Неврологии».
С 2015 по 2017 г научный соискатель в кафедре Неврологии Ташкентского института усовершенствования врачей.
В 2017 году защитил кандидатскую диссертацию (PhD) на тему «Клинико-патогенетические особенности цереброваскулярной недостаточности при мультифокальном атеросклерозе магистральных артерий головы»
2018—2019 докторант в Ташкентском институте усовершенствования врачей.
В 2019 году защитил докторскую диссертацию (DSc) на тему «Аспекты реабилитации больных с острым нарушением кровообращения головного мозга» С 2017 по 2018 г заведующий кафедры «Неврологии и физиотерапии» Ташкентского государственного стоматологического института.
С 2018 по 2020 декан факультета «Детской стоматологии» Ташкентского государственного стоматологического института.